# Injector Linux
Injector Linux ist eine freie „One-Disk“-Linux-Distribution, d. h., es ist klein genug um auf eine Diskette zu passen. Injector Linux wurde für verschiedene Arten von Datenrettungs- und Manipulationsvorgängen auf Festplatten entworfen. Es wird seit 2003 nicht mehr weiter entwickelt. Die Website wird aber weiterhin gewartet.
Der größte Unterschied im Vergleich zu vielen anderen Linux-Distributionen dieser Art, ist die Fähigkeit eine Vielzahl von Dateisystemen einzubinden und mit, soweit möglich, vollen Schreibrechten zu versehen. So ist das System in der Lage 25 unterschiedliche Dateisysteme zu beschreiben. Dies sind unter anderem ReiserFS, ADFS, HFS, Be File System, ext3, FAT16, FAT32, ISO 9660, JFS, NTFS, HPFS, ext2, UDF.
Das System basiert aus Platzgründen auf dem Linux-Kernel 2.4.23. Als weitere Software gibt es lediglich BusyBox 0.60 und einige Software zur Wartung von Festplatten (badblocks, fdisk, bzip2, lsattr, chattr, fdformat, strings und srm).